# حسن شعیتو
حسن شعیتو (انگلیسی: Hassan Chaito؛ زاده ۲۰ مارس ۱۹۸۹) یک بازیکن فوتبال اهل لبنان است.
وی همچنین در تیم ملی فوتبال لبنان بازی کرده است.